# Pablo González (calciatore 1986)
Pablo Ignacio González Reyes (Santiago, 19 novembre 1986) è un ex calciatore cileno, di ruolo centrocampista.